# Lunds BK
El Lunds BK es un equipo de fútbol de Suecia que juega en la Primera División de Suecia.

## Historia
Fue fundado en el año 1919 en la ciudad de Lund luego de que futbolistas de las divisiones menores del Lund GIF se rebelaran contra su entrenador porque no los ponía a jugar, uniéndose con algunos jugadores del IFK Lund para formar al nuevo equipo, liderado por Gustav 'Gast' Persson, Bertil Larsson y Berndt Paulsson. Fue hasta 1923 que participó en torneos oficiales luego de haber disputado 95 partidos en sus primeros cuatro años de existencia, uno de ellos en Copenague en 1921.
El equipo es conocido por su programa de formación de jugadores, de los cuales han salido Martin Dahlin y Roger Ljung

### Cronología de hechos
- 1920: Primeras negociaciones con el Malmö FF.
- 1921: Primer partido internacional en Copenague.
- 1923: Primera victoria ante el Lund GIF.
- 1924: Admisión de la primera mujer como miembro del club.
- 1929: Plan de lugar de entrenamiento.
- 1930: Ampliación de vestidores por el frío.
- 1941: Introducción de divisiones menores.
- 1942: Creación de la sección de fútbol indoor.
- 1947: Asciende a la División 3. Nils-Åke Sandell anotó 76 goles. Récord de asistencia de 3234 ante el IFK Värnamo, el 3 de octubre.
- 1950: Contrata un entrenador de tiempo completo.
- 1958: Nace la sección de hockey sobre hielo.
- 1960: Desaparece la sección de hockey sobre hielo por la falta de interés.
- 1972: Nace la sección de fútbol femenil.
- 1974: La sección femenil es campeón de la división 3.
- 1984: El Récord de asistencia pasa a ser de 5201 espectadores en el Klostergårdens IP ante el IFK Malmö.
- 1985: Nuevo récord de asistencia de 5,586, el jueves 29 de agosto. Partido de la Copa de Suecia ante el Malmö FF (1–6).
- 2005: LBK vence al Västra Frölunda IF en la Copa de Suecia.
- 2006: LBK P91 termina en décimo lugar (20 equipos) en la Nike Premier Cup.
- 2007: Johan Blomberg gana el premio al mejor centrocampista de la División 2.

## Galería

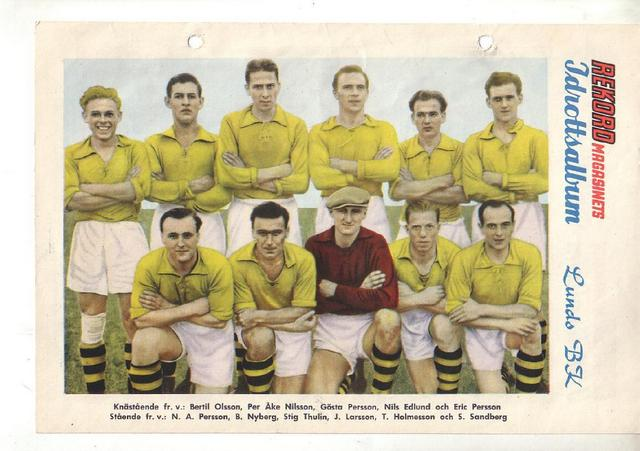
El Lunds BK de 1950.